# Erik Per Sullivan
Erik Per Sullivan (Worcester, Massachusetts, 1991. július 12. –) amerikai színész. 
Legismertebb szerepe a Már megint Malcolm című sorozatban Dewey megformálása.

## Élete
Édesapja, Fred Sullivan egy mexikói étterem tulajdonosa volt. Édesanyja, Ann Sullivan svéd származású. Erik tud zongorázni és szaxofonozni. taekwondóból fekete öve van.

## Filmográfia
- Árvák hercege (The Cider House Rules, 1999) Fuzzy szerepe
- Már megint Malcolm (2000-2006 sorozat) Dewey szerepe
- Kelekótya karácsony (2004-es vígjáték) Spike Frohmeyer szerepe
- A hűtlen (2002-es thriller) Charlie Sumner szerepe
- Wendigo (2001-es horror) Miles szerepe

## Fordítás
- Ez a szócikk részben vagy egészben  az   Erik Per Sullivan című angol Wikipédia-szócikk fordításán alapul.  Az eredeti cikk szerkesztőit annak laptörténete sorolja fel. Ez a jelzés csupán a megfogalmazás eredetét és a szerzői jogokat jelzi, nem szolgál a cikkben szereplő információk forrásmegjelöléseként.